# الشبرية
تعرف بالهودج محليا في السودان  تقليد عربي قديم، ينتشر بين القبائل البدوية، في ربوع كردفان غربي السودان. ويستخدم الهودج في رحلات التنقل بين مختلف المناطق، بحثا عن الماء والطعام
ولا يزال الهودج وسيلة الحماية، للأطفال والنساء وكبار السن، من تقلبات الطقس المختلفة، إذ أن البحث عن الماء والكلأ، أهم الدوافع لرحلات البدو في بادية كردفان، رحلات قد تستغرق الواحدة أكثر من شهرين
يتنقل البدو بماشيتهم من منطقة إلى أخرى قبل أن يتخيروا مكانا للمكوث فيه. ويعتمدون على الإبل في ترحالهم لأنها تحملهم وأثقالهم في تلك البيئة القاسية
في هذه الرحلة الشاقة والطويلة، تستخدم النسوة والأطفال ما يسمى بالهودج أو «الشبرية» كما يطلق عليها بكردفان، والتي تصنع من الجلود والوبر بما يوفر الراحة لمن هم داخلها
الشبرية تتكون أساسا من حطب شجر الشحيط يتم ربطه بجلد الإبل، مكوناتها من الجلود هي المفارع والجربان والظبا وإيد القايقة والوسادة هذه كلها مكونات الزينة"
ولاغنى لآى قبيلة في البادية عن الهودج، فهو المنزل المتنقل الذي يقي من تقلبات الطبيعة
 الشبرية تمثل واحدة من الأدوات التي ينعم معها الناس باتقاء الحر أو المطر ولكنها رمزية من حياة البداوة وحياة العرب
للهودج ومستلزمات ضرورية أخرى، يحرص الرحل عادة على بناء خيام بسيطة ومتطلبات حياتية أبسط، حتى يسهل حملها في رحلات تنقل قادمة
وبرغم التطور والحداثة التي دخلت على حياة البادية في السودان، إلا أن الهودج أو الشبرية لا يزال واحدا من أدوات التنقل بالإضافة إلى رمزيتها الثقافية والتراثية 